# Чон Гук Чин
Чон Гук Чин (хангыль:정국진; 2 января 1917, Японская империя — 10 февраля 1976) — южнокорейский футболист и тренер. Нападающий сборной Южной Кореи, участник Олимпийских игр 1948 года, Летних Азиатских игр 1954 года, чемпионата мира 1954 года в качестве игрока и Олимпийских игр 1964 года в качестве тренера.

## Карьера

### В сборной
Чон Гук Чин играл на месте нападающего в сборной Южной Кореи, выступал в её составе на нескольких крупных международных турнирах.
Он успешно дебютировал на Олимпийском турнире 1948 года, забив гол в первом же матче. Игра оказалась для корейцев победной, но на следующей стадии турнира они потерпели разгромное поражение от шведов — 0:12.
Чон Гук Чин продолжал привлекаться в сборную на товарищеские матчи с командами Гонконга, Китайской Республики, Вьетнама, Макао и регулярно забивал голы, позволявшие сборной добиваться достойных результатов.
Затем он принял участие в Летних Азиатских играх, проходивших в мае 1954 года на Филиппинах, и добыл вместе с командой серебряные медали, проиграв в финале сборной Китайской Республики.
В финальном турнире чемпионата мира 1954 Чон Гук Чин сыграл лишь в одном матче против Турции. Поражение со счётом 0:7 не оставило корейцам шансов на продолжение борьбы, а Чон завершил карьеру в сборной.
| Матчи Чона Гук Чина за сборную Южной Кореи | Матчи Чона Гук Чина за сборную Южной Кореи | Матчи Чона Гук Чина за сборную Южной Кореи | Матчи Чона Гук Чина за сборную Южной Кореи | Матчи Чона Гук Чина за сборную Южной Кореи | Матчи Чона Гук Чина за сборную Южной Кореи | Матчи Чона Гук Чина за сборную Южной Кореи |
| ------------------------------------------ | ------------------------------------------ | ------------------------------------------ | ------------------------------------------ | ------------------------------------------ | ------------------------------------------ | ------------------------------------------ |
| №                                          | Дата                                       | Место проведения                           | Соперник                                   | Счёт                                       | Голы                                       | Турнир                                     |
| 1                                          | 2 августа 1948                             | Лондон, Англия                             | Мексика                                    | 5:3                                        | 1                                          | Олимпийские игры 1948                      |
| 2                                          | 5 августа 1948                             | Лондон, Англия                             | Швеция                                     | 0:12                                       | -                                          | Олимпийские игры 1948                      |
| 3                                          | 1 января 1949                              | Гонконг                                    | Гонконг                                    | 5:2                                        | 2                                          | Товарищеский матч                          |
| 4                                          | 2 января 1949                              | Гонконг                                    | Китайская Республика                       | 2:3                                        | 1                                          | Товарищеский матч                          |
| 5                                          | 9 января 1949                              | Гонконг                                    | Гонконг                                    | 4:2                                        | 1                                          | Товарищеский матч                          |
| 6                                          | 16 января 1949                             | Сайгон, Вьетнам                            | Вьетнам                                    | 3:3                                        | -                                          | Товарищеский матч                          |
| 7                                          | 25 января 1949                             | Макао                                      | Макао                                      | 5:1                                        | нет данных                                 | Товарищеский матч                          |
| 8                                          | 15 апреля 1950                             | Гонконг                                    | Гонконг                                    | 6:3                                        | -                                          | Товарищеский матч                          |
| 9                                          | 16 апреля 1950                             | Гонконг                                    | Китайская Республика                       | 3:1                                        | нет данных                                 | Товарищеский матч                          |
| 10                                         | 2 мая 1954                                 | Манила, Филиппины                          | Гонконг                                    | 3:3                                        | 1                                          | Летние Азиатские игры 1954                 |
| 11                                         | 4 мая 1954                                 | Манила, Филиппины                          | Афганистан                                 | 8:2                                        | 1                                          | Летние Азиатские игры 1954                 |
| 12                                         | 6 мая 1954                                 | Манила, Филиппины                          | Бирма                                      | 2:2                                        | -                                          | Летние Азиатские игры 1954                 |
| 13                                         | 8 мая 1954                                 | Манила, Филиппины                          | Китайская Республика                       | 2:5                                        | -                                          | Летние Азиатские игры 1954                 |
| 14                                         | 20 июня 1954                               | Женева, Швейцария                          | Турция                                     | 0:7                                        | -                                          | Чемпионат мира 1954                        |

Итого: 14 матчей / 7 голов; 7 побед, 3 ничьих, 4 поражения.

### Тренерская
По окончании игровой карьеры Чон стал тренером сборной. Под его руководством команда провела 6 игр в 1959 году, имея баланс +3 =1 −2. Затем Чон был вынужден уступить место наставника национальной команды Киму Ён Сику, под руководством которого выступал на чемпионате мира в Швейцарии. Спустя 4 года Чон вновь вернулся в сборную, чтобы принять с ней участие в Олимпиаде-1964 в Токио. Южнокорейцы проиграли все три олимпийских матча, забив всего 1 мяч и пропустив 20. Сменщиком Чона в этот раз стал бывший коллега по сборной Чон Нам Сик.